# Nikołaj Szarow
Nikołaj Dawydowicz Szarow (Szawier) (ros. Николай Давыдович Шаров (Шавер), ur. 13 kwietnia?/25 kwietnia 1897 w Petersburgu, zm. 22 lutego 1939) – funkcjonariusz radzieckich organów bezpieczeństwa pochodzenia żydowskiego, zastępca ludowego komisarza spraw wewnętrznych Białoruskiej SRR (1934-1935).

## Życiorys
Po ukończeniu 3 klas szkoły miejskiej w Petersburgu był uczniem ślusarza i ślusarzem, w 1916 powołany do wojska, jednak zwolniony ze służby ze względu na stan zdrowia. Od maja 1917 w SDPRR(b), od września do grudnia 1917 w Czerwonej Gwardii, od października 1917 do lutego 1918 w rejonowym komitecie SDPRR(b) w Piotrogrodzie, od lutego do czerwca 1918 zastępca kierownika gubernialnego wydziału edukacji ludowej w Tiumeni, od czerwca 1918 do marca 1919 członek kolegium komisarzy ochrony rewolucyjnej I rejonu miejskiego i komendant podrejonu ochrony rewolucyjnej w Piotrogrodzie, w marcu-kwietniu 1919 w Armii Czerwonej, od kwietnia do czerwca 1919 przewodniczący powiatowej Czeki w Jałcie, od czerwca do sierpnia 1919 szef gubernialnego wydziału śledczego w Odessie. W sierpniu-wrześniu 1919 ponownie w Armii Czerwonej, od września 1919 do stycznia 1920 w działalności podziemnej w Jelizawetgradzie (obecnie Kropywnycki), od lutego 1920 do września 1921 starszy pełnomocnik gubernialnej Czeki w Odessie, szef tajnego wydziału operacyjnego, zastępca przewodniczącego gubernialnej Czeki w Mikołajowie, od października 1921 do października 1923 szef tajnego wydziału operacyjnego i jednocześnie zastępca przewodniczącego wołyńskiej gubernialnej Czeki, od 15 października do 13 grudnia 1923 szef Wydziału VI Zarządu Ekonomicznego OGPU przy Radzie Komisarzy Ludowych ZSRR, od 18 grudnia 1923 do 6 marca 1924 szef Oddziału I Specjalnego Pełnomocnego Przedstawicielstwa OGPU w Piotrogrodzkim/Leningradzkim Okręgu Wojskowym, od marca 1924 do kwietnia 1926 zastępca szefa Wydziału Kontrwywiadowczego Pełnomocnego Przedstawicielstwa OGPU w Leningradzkim Okręgu Wojskowym, od 9 kwietnia do 21 lipca 1926 p.o. szefa tego wydziału i równocześnie p.o. szefa Wydziału Ochrony Pogranicznej. Od lipca 1926 do stycznia 1930 zastępca szefa Wydziału Specjalnego, zastępca szefa Wydziału Kontrwywiadowczego i p.o. zastępcy szefa Wydziału Specjalnego Pełnomocnego Przedstawicielstwa OGPU w Leningradzkim Okręgu Wojskowym, od 23 stycznia do 9 marca 1930 szef Wydziału Kontrwywiadowczego i Zarządu Ochrony Pogranicznej i Wojsk OGPU, od grudnia 1930 do kwietnia 1932 zastępca szefa Wydziału Specjalnego i Tajnego Zarządu Operacyjnego Pełnomocnego Przedstawicielstwa OGPU w Leningradzkim Okręgu Wojskowym. Od 20 kwietnia 1932 do 10 lipca 1934 zastępca pełnomocnego przedstawiciela OGPU przy Radzie Komisarzy Ludowych ZSRR w Białoruskiej SRR, od 31 lipca 1934 do 28 lutego 1935 zastępca ludowego komisarza spraw wewnętrznych Białoruskiej SRR, od 31 marca 1935 do 10 stycznia 1938 szef Zarządu NKWD obwodu kijowskiego, od 10 stycznia do 27 września 1938 szef Zarządu NKWD obwodu stalingradzkiego (obecnie obwód wołgogradzki). Latem 1937 przeprowadził w obwodzie kijowskim aresztowanie 1296 Polaków (w ramach tzw. operacji polskiej NKWD) jako członków "polskiego kontrrewolucyjnego szpiegowskiego podziemia dywersyjnego". Deputowany do Rady Najwyższej Rosyjskiej FSRR 1 kadencji. 27 września 1938 aresztowany, 22 lutego 1939 skazany na śmierć przez Kolegium Wojskowe Sądu Najwyższego ZSRR i rozstrzelany.

## Odznaczenia
- Order Czerwonego Sztandaru (23 marca 1923)
- Order Czerwonej Gwiazdy (19 grudnia 1937)
- Medal jubileuszowy „XX lat Robotniczo-Chłopskiej Armii Czerwonej” (22 lutego 1938)
- Odznaka "Honorowy Funkcjonariusz Czeki/GPU (V)"
- Odznaka "Honorowy Funkcjonariusz Czeki/GPU (XV)" (20 grudnia 1932)